# Minerva Bernardino
Minerva Bernardino (Santa Cruz de El Seibo, 1907 - Santo Domingo, 29 de agosto de 1998) foi uma diplomata da República Dominicana que promoveu os direitos das mulheres internacionalmente e é mais conhecida como uma das quatro mulheres a assinar a Carta das Nações Unidas, o tratado original da Organização das Nações Unidas (ONU).

## Biografia
Bernardino nasceu em El Seibo em 1907 em uma família "extraordinariamente liberal". Ela ficou órfã aos 15 anos e mudou-se para Santo Domingo, onde terminou o ensino médio como parte de uma nova geração de Normalistas:44 - mulheres latino-americanas buscando educação além do ensino fundamental - e começou uma carreira no serviço público da República Dominicana. A sua atenção foi chamada para questões de desigualdade e direitos das mulheres quando ela recebeu uma promoção no serviço público, mas sem nenhum aumento de salário porque o governo se recusou a pagar a qualquer mulher mais do que pagava a seus colegas homens. Em sua autobiografia, ela diz "fue éste el impacto que me lanzó a la lucha por los derechos de la mujer." Essa experiência no serviço público que deu início à luta de Minerva pelos direitos das mulheres a distingue de muitas feministas de seu tempo: ela não pertencia à elite ou à classe profissional, mas era uma mulher solteira que trabalhava em empregos de meio período e que continuou a trabalhar em empregos semelhantes, mesmo quando ela se envolveu no ativismo e na diplomacia.:49
No início da década de 1930, Minerva Bernardino lutou contra a ascendente ditadura de Rafael Trujillo, retirando-se por um curto período para os Estados Unidos para trabalhar com a Comissão Interamericana de Mulheres com quem ela havia se familiarizado durante seu trabalho como representante na reunião de 1927 da União Pan-Americana em Montevidéu. No entanto, no final da década, ela retornou ao seu país a fim de pressionar o regime solidificado a conceder sufrágio às mulheres, o que acabou por fazer em 1942. Um dos principais movimentos públicos em direção aos direitos das mulheres feito pelo regime ocorreu quando o regime concedeu um convite à sufragista Doris Stevens, da qual ela era próxima, para visitar o país em 1938 e falar ao Senado. Minerva Bernardino continuou a trabalhar com a ditadura até seu fim em 1961. Ela também apoiou os 12 anos de continuismo de seu sucessor Joaquín Balaguer.

Em sua defesa dos direitos das mulheres, ela foi admirada por sua bravura e honestidade, muitas vezes sendo pioneira nos direitos das mulheres não apenas em documentos oficiais, mas também em suas interações cotidianas. Kathleen Tesch destaca esses traços em uma anedota incluída no artigo de Akmaral Arystanbekova Diplomacia: Importante demais para ser deixado para os homens?:
Certa vez, a pessoa que presidia uma sessão da Assembleia Geral se dirigiu às delegadas como 'Prezadas Senhoras', em vez de 'Distintas Delegadas'. Antes que ele pudesse terminar o que estava dizendo, a Sra. Bernardino pediu a palavra para uma moção processual. - Você pode nos chamar de damas quando nos oferecer uma xícara de café ou chá, ou nos convidar para almoçar; aqui, nesta sala, não somos senhoras, somos delegadas, e devemos ser tratadas de acordo.'
No final da vida, ela refletiu com alguma satisfação sobre a sua luta pelos direitos das mulheres, mas admitiu ter desejado mais mudanças mais rapidamente: “Fue una época, que parece que no se va repetir. Pero me siento contenta, porque se avanzó bastante; sembré buena semilla, y ha ido dando sus frutos, aunque no con la celeridad que me hubiera gustado."

## Principais ideias e contribuições
Minerva Bernardino trabalhou principalmente para promover os direitos políticos e, especialmente, para melhorar o sufrágio feminino nos países latino-americanos. Suas realizações incluem a Convenção sobre os Direitos Políticos das Mulheres,:46 1954, que afirmou os direitos das mulheres de votar, concorrer e ocupar cargos. Ela também apoiou o direito internacional que asseguraria a igualdade da mulher no casamento e no divórcio, como a Convenção de Montevidéu sobre a Nacionalidade da Mulher Casada de 1933.
De todas as suas contribuições, Minerva é mais conhecida por defender a inclusão de uma linguagem de gênero nos estágios iniciais do desenvolvimento da Organizações das Nações Unidas (ONU). Na Conferência das Nações Unidas sobre Organização Internacional de 1945, embora ela fosse tecnicamente uma delegada da República Dominicana - enviada pelo ditador Rafael Trujillo como uma "oportunidade de baixo risco para parecer progressista":47 Bernardino entrou na conferência com seus próprias agendas, representando os interesses da Comissão Interamericana de Mulheres (CIM). Bernardino e sua colega, a brasileira Bertha Lutz, foram reconhecidas como "instrumentais" na inclusão das frases "igualdade de direitos entre homens e mulheres", "fé nos direitos humanos fundamentais" e "dignidade e valor da pessoa humana" no preâmbulo da Carta das Nações Unidas. Ela também é creditada com a expressão "direitos iguais de homens e mulheres" no preâmbulo da Declaração Universal dos Direitos Humanos - ela acreditava que omitir "e mulheres" teria parecido intencional e um convite à discriminação.
Ela também esteve envolvida na criação e, posteriormente, na presidência da Comissão das Nações Unidas sobre o Estatuto da Mulher (CSW, sigla em inglês), criada em 1946. Embora subordinada à Comissão de Direitos Humanos, a CSW era conhecida por exercer independência e iniciativa. As realizações desta comissão incluem a linguagem inclusiva de gênero na Declaração Universal dos Direitos Humanos e a criação da Declaração sobre a Eliminação da Discriminação contra as Mulheres de 1967. A Comissão também promoveu os direitos das mulheres por meio de estudos sobre o tratamento das mulheres e usou suas descobertas para pedir mais mudanças.

## Posições
Minerva Bernardino começou sua luta pelos direitos das mulheres como uma das líderes da Acción Feminista, organização da qual se envolveu enquanto ainda vivia na República Dominicana.:45 Em 1935, ela se mudou para Washington DC para trabalhar para a IACW.:46 Ela manteve conexões com a República Dominicana e permaneceu afastada por vários anos por causa de sua oposição inicial à ditadura de Trujillo. Na década de 1940, ela estava servindo como representante oficial da nação na IACW, tornando-se vice-presidente e, em seguida, presidente da comissão. Ela participou de conferências como representante da República Dominicana, incluindo a Conferência de São Francisco de 1945, onde assinou a carta original das Nações Unidas.
Conforme sua carreira progredia, ela continuou a trabalhar na ONU em muitas funções diferentes. Ela não apenas participou de quinze Assembleias Gerais como representante permanente da República Dominicana (nomeada em 1950), como também ocupou vários cargos de liderança dentro da organização. Ela foi eleita vice-presidente da Comissão do Estatuto da Mulher em 1951 e presidente da comissão em 1953. Ela também foi a primeira vice-presidente do Conselho Econômico e Social das Nações Unidas e a primeira vice-presidente do UNICEF. Mais tarde, Minerva Bernardino estendeu o escopo de seu trabalho para dar palestras em universidades, escrevendo um arquivo biográfico de mulheres americanas influentes e criou a Fundação Bernardino que continuaria a lutar pelos direitos das mulheres na República Dominicana depois dela morte.